# Runcinia yogeshi
Runcinia yogeshi es una especie de araña cangrejo del género Runcinia, familia Thomisidae. Fue descrita científicamente por Gajbe & Gajbe en 2001.

## Distribución
Esta especie se encuentra en India.

## Tratamiento taxonómico
La especie aparece registrada y publicada en A new species of the genus Runcinia Simon (Araneae: Thomisidae) from Madhya Pradesh, India. Records of the Zoological Survey of India 98: 155–157.